# The Israel Lobby and U.S. Foreign Policy

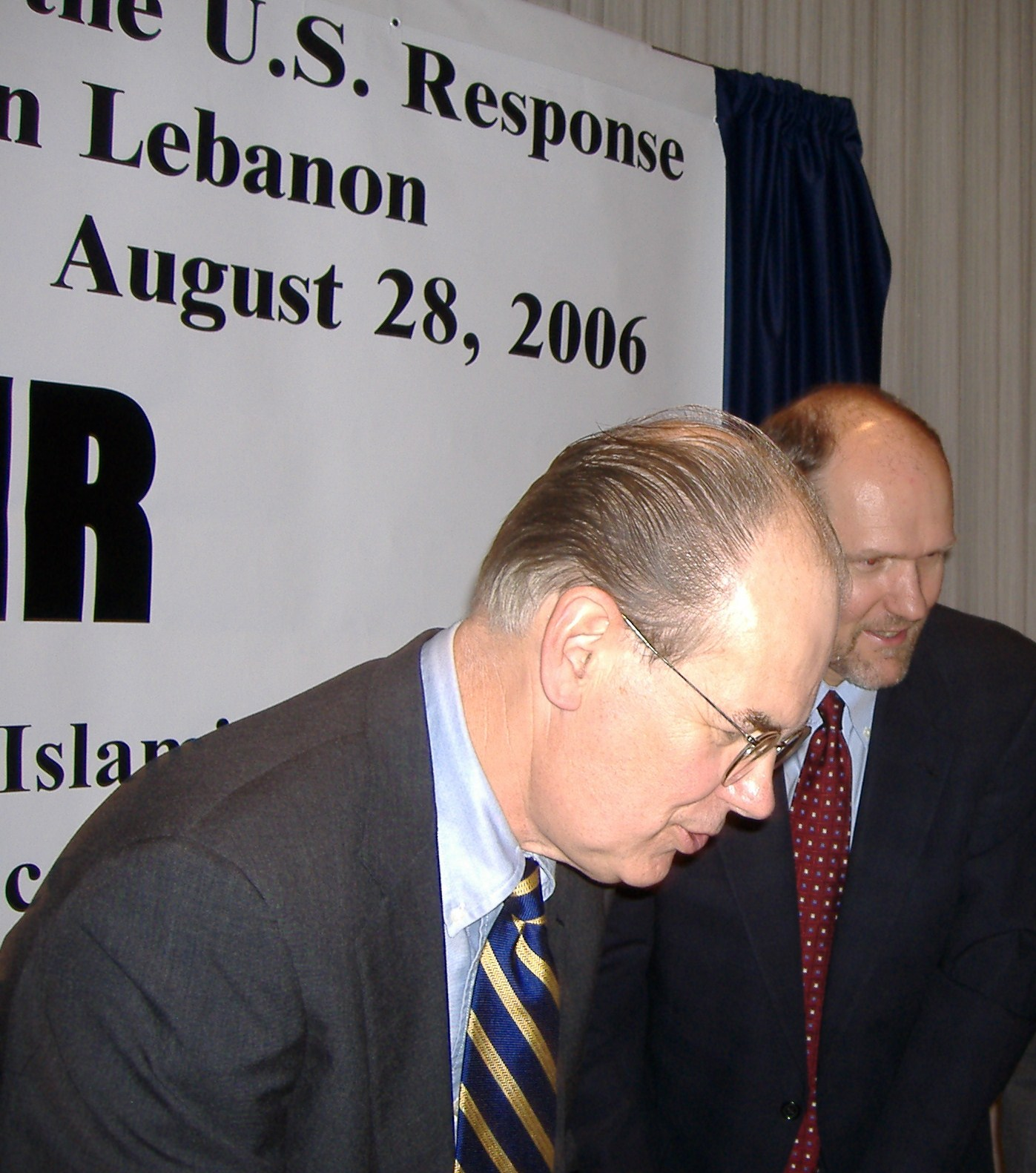
Mearsheimer (vorne) und Walt (hinten) bei einer Vorstellung ihres Buches beim Council for American-Islamic Relations, 2006

The Israel Lobby and U.S. Foreign Policy (englisch für „Die Israel-Lobby und die US-Außenpolitik“) ist eine Publikation der Politikwissenschaftler John J. Mearsheimer und Stephen M. Walt aus dem Jahre 2006.

## Inhalt
In ihr stellten die Autoren die These auf, dass eine seit Ende der 1960er-Jahre konstatierte, weitgehend vorbehaltlose Unterstützung Israels durch die USA den Interessen der Vereinigten Staaten zuwiderlaufe und letztendlich beiden Staaten schade. Die Veröffentlichung des Artikels löste in vielen Ländern eine Kontroverse aus, da die Autoren das Wirken einer proisraelischen Lobby in den USA für die Abkehr des Landes von objektiven amerikanischen Interessen im Nahen Osten verantwortlich machten.
Der Artikel wurde ursprünglich im Jahre 2002 von der Zeitschrift The Atlantic Monthly in Auftrag gegeben, die aber schließlich den Abdruck verweigerte. Im März 2006 wurde der Text im London Review of Books abgedruckt. Eine erweiterte Fassung erschien am 4. September 2007 in Buchform, zeitgleich auf Englisch und in deutscher Übersetzung. Der folgende Text befasst sich mit dem 2006 erschienenen Zeitschriftenartikel.

## Theoretischer Hintergrund
Mearsheimer und Walt nähern sich dem Thema aus Perspektive der Theorieströmung Neorealismus des Teilgebiets der Politikwissenschaft Internationale Beziehungen an. Dabei stellt der Neorealismus eine strukturalistisch und behavioralistisch orientierte Weiterentwicklung des Realismus dar. Diese Denkschule sieht Staaten als prinzipielle Akteure der internationalen Politik an, die sich mangels eines globalen Souveräns in einem anhaltenden dezentralisierten sicherheitspolitischen Wettbewerb untereinander befinden. Daher stehen der Erhalt und eventuelle Zugewinne von Macht, vor allem von Hard Power, als Triebfeder des internationalen Staatenwesens im Vordergrund.
Innerhalb des Neorealismus kommen Walt und Mearsheimer oft zu unterschiedlichen Ansichten, die einem wesentlichen theoretischen Unterschied geschuldet sind. Mearsheimer ist Begründer des sogenannten „offensiven Realismus“, den er in The Tragedy of Great Power Politics im Jahr 2001 darlegte. Demgegenüber hat Walts Forschung in erheblichem Umfang zum „defensiven Realismus“ beigetragen. Während der offensive Realismus grundsätzlich annimmt, dass ein Staat letztendlich eine Hegemonialstellung im internationalen Staatensystem anstrebt, weisen Vertreter des defensiven Realismus darauf hin, dass die Kosten eines solchen Vorgehens für die meisten Staaten den letztendlichen Nutzen übersteigen. Sie ziehen daher beispielsweise Bündnisse als sicherheitspolitisches Erklärungsmuster vor.
Insgesamt betonen sowohl Mearsheimer als auch Walt die Unvorhersehbarkeit und die Sprunghaftigkeit der internationalen Politik. Die Sicherheit eines Staates steht für die Gewährleistung seiner politischen Handlungsfähigkeit nach innen wie auch nach außen im Vordergrund. Vor diesem Hintergrund ordnet der Realismus deontologische Erwägungen sowohl in Analyse als auch in Schlussfolgerung weitestgehend Sicherheitsinteressen unter, „[d]as nationale Interesse sollte an erster Stelle der US-Außenpolitik stehen.“ Moraltheoretisch ist der politische Realismus daher dem Konsequentialismus zuzuordnen.
Beide Autoren arbeiten im Rahmen einer Popularisierung ihrer Forschungsergebnisse zusammen. Am 26. September 2002 veröffentlichten sie beispielsweise in der New York Times eine ganzseitige Annonce, die bereits stattfindende Planungen zur späteren Invasion des Irak mit sechs Einwänden kritisierte, und von 31 weiteren hochrangigen Politikwissenschaftlern unterzeichnet wurde. Anhänger des Realismus jeglicher Couleur argumentierten, dass der Irak weitestgehend eingedämmt sei, und warnten vor den Konsequenzen des Eingreifens.

## Thesen
Vor diesem theoretischen Hintergrund bemühen die Autoren den zentralen Argumentationsansatz, dass die Nahostpolitik der Vereinigten Staaten unter der Bush-Regierung (2001–2009) nicht die tatsächlichen Interessen ihres Landes verfolge. So könnte man annehmen, „daß das Band zwischen den beiden Ländern auf gemeinsamen strategischen Interessen gründet oder auf der Erzwingung moralischer Imperative“. Mearsheimer und Walt versuchen jedoch aufzuzeigen, dass „keine dieser Begründungen die bemerkenswerten Höhe materieller und diplomatischer Unterstützung der USA für Israel hinreichend erklären“ könne. Für die Verzerrung des amerikanischen Eigeninteresses machen die Autoren einen „losen Zusammenschluss von Einzelpersonen und Organisationen“ verantwortlich, „die aktiv daran arbeiten, der US-Außenpolitik eine pro-israelische Richtung zu geben“.
Diese These stützen sie mit drei wesentlichen Argumenten. Erstens habe der strategische Wert Israels für die Vereinigten Staaten seit dem Ende des Kalten Krieges abgenommen, zweitens schwinde die Rechtfertigung für die vorbehaltlose moralische Unterstützung Israels zusehends und drittens habe der Einfluss proisraelischer Gruppen unabhängig von der außenpolitischen Entwicklung stetig zugenommen.
Den strategischen Nutzen Israels zweifelt das Autorenpaar in zweierlei Hinsicht an. Bereits „Israels strategischer Wert während [des Kalten Krieges] sollte […] nicht übertrieben werden“, wie dies implizit proisraelischen Meinungsäußerungen angelastet wird. Danach wurde Israel „zu einer strategischen Belastung“ für die USA. Anders als die als bedrohlich empfundene Sowjetunion taugt der Terrorismus ihnen zufolge als „Taktik“ nicht dazu, die Gegenspieler im Nahen Osten zu einen. Die häufig angeführte unverrückbare Loyalität Israels zweifeln sie ebenfalls an.
Auch die normativen Gründe, die häufig für die Unterstützung Israels aufgeführt werden, bestreiten Mearsheimer und Walt. Die Existenz Israels sei berechtigt und unterstützenswert, aber nicht in akuter Gefahr. Darüber hinausgehende Begründungen wie das demokratische Staatswesen, Sicherheitsinteressen und der Holocaust verlören angesichts der israelischen Geschichte und Innen- sowie Besatzungspolitik an Glaubwürdigkeit und würden die Beziehungen zu arabischen Staaten belasten. So würden das israelische und das amerikanische Demokratieverständnis in einigen Punkten stark divergieren und der anhaltende Siedlungsbau im Westjordanland gegen wiederholte amerikanische Verlautbarungen verstoßen. Darüber hinaus sei das Argument allein deswegen hinfällig, weil die Vereinigten Staaten aus Staatsräson wiederholt auch nichtdemokratische Regierungen unterstützt hätten.
Einer eingehenden Untersuchung unterziehen die Autoren im Großteil des Papiers den Einfluss der „Israel-Lobby“. Dabei wiesen Mearsheimer und Walt im Artikel und in öffentlichen Auftritten die Anschuldigung zurück, sie würden einer antisemitischen Verschwörungstheorie über den Einfluss einer jüdischen Lobby in den USA das Wort reden. Mehrfach betonten sie die Vielfalt proisraelischer – jüdischer wie nichtjüdischer – Lobbyarbeit von gemäßigten bis zu konservativen Individuen und Organisationen. Dabei verglichen sie die prominenteste Gruppe, das American Israel Public Affairs Committee (AIPAC) mit anderen Großlobbyisten wie der Pensionärsvertretung AARP, die National Rifle Association oder die Farmervertretung AFBF und bei außenpolitischen Gruppierungen mit der Lobby der Exilkubaner. In einer Podiumsdiskussion am MIT bedauerten die Autoren, ihr Schlagwort „Israel-Lobby“ anstelle von „Pro-Israel-Lobby“ oder gar „Pro-Likud-Lobby“ beibehalten zu haben.

## Rezeption

### Vereinigte Staaten
In einer Kolumne vom 5. April 2006 bezichtigte der Militärhistoriker Eliot A. Cohen Walt und Mearsheimer einer antisemitischen Argumentation. Während ihr Aufsatz zahlreiche sachliche Halbwahrheiten enthalte, befremdete Cohen die Hinwendung der Autoren zu einem innenpolitischen Thema, obwohl der Kanon des politischen Realismus eine solche Methodologie üblicherweise verwerfe. Den antisemitischen Gehalt des Aufsatzes machte Cohen an einer „obsessiv und irrational feindseligen Haltung gegenüber Juden“ fest, die sie dem „Vorwurf der Treulosigkeit, der Subversion und des Verrats“ aussetze. Ihm zufolge hätten Mearsheimer und Walt Individuen und Personen als Lobby subsumiert, zwischen denen erhebliche Meinungsunterschiede bestünden, wie beispielsweise The Washington Times und The New York Times, Forschungsinstitute wie die Brookings Institution oder das American Enterprise Institute, oder die Architekten und Gegner des Oslo-Friedensprozesses.
Der Aufsatz wurde auch von Jeffrey Herf und Samuel G. Freedman kritisiert. 2012 bezweifelte Norman Finkelstein die These von Walt und Mearsheimer, dass die Israel-Lobby nicht nur die US-amerikanische Haltung zu Israel und Palästina, sondern auch die zu anderen Ländern wie Irak und Iran beeinflusse.
Die NZZ führte aus, dass sich die großen Medien in einer Bewertung zurückhielten, hingegen sei im Internet eine Debatte entbrannt, welche sich in der Einschätzung des NZZ-Autors „durchweg negativ“ äußerte. Auch Christopher Hitchens sei mit dem Buch hart ins Gericht gegangen, welches offenbar auf Wunschdenken gründe und aus diesem heraus Probleme falsch charakterisiere.
In einer Kurzkritik des Magazins Foreign Affairs beurteilt der Historiker L. Carl Brown die Arbeit von Walt und Mearsheimer als eine prüfenswerte Analyse zum Einfluss von Lobbygruppen auf die amerikanische Außenpolitik. Walter Russell Mead sieht die Studie eher kritisch. Zwar lobt er den bisher vernachlässigten Ansatz, die Grundsätze amerikanischer Außenpolitik in Middle East sowie den Einfluss von nichtstaatlichen Akteuren auf die Entscheidungsfindung Washingtons zu untersuchen, wirft den Autoren aber oberflächliche, teilweise vereinfachende Analysen und falsche Urteilsbildungen vor. Unter anderem werde nicht der Schlüsselbegriff Lobby hinreichend definiert und so unterschiedlich orientierte Gruppierungen wie AIPAC und Americans for Peace Now darunter subsumiert. Auch die weitgehende Gleichsetzung von Neokonservatismus und kompromissloser Pro-Israel-Politik wird von Mead kritisiert. Gegen den Vorwurf des Antisemitismus nimmt er sie in Schutz und sieht diesen Eindruck durch unbedarfte sprachliche Mittel bedingt.

### Deutschland
In Deutschland führte das Buch zu einer Kontroverse zwischen Alan Posener und Lorenz Jäger. Posener kritisierte das Buch scharf. Die beiden Wissenschaftler stellten „nicht nur die Fakten auf den Kopf, sondern bedienen lauter antisemitische Vorurteile“. Dass es in Amerika eine pro-israelische Lobby gibt, hält Posener für unbestritten. Dieser aber maßgeblichen Einfluss auf die Außenpolitik der USA beizumessen, gehöre in den Bereich der Verschwörungstheorie. Lorenz Jäger kritisierte wiederum Poseners negative Rezension. Verschwörungstheorie sei „ein Kampfbegriff, mit dem man Erstsemester erschrecken kann“. Es könne nicht sein, „dass die Soziologie bestimmter Akteure von der Erforschung ausgenommen sein soll“. Der Innsbrucker Historiker Helmut Reinalter bestreitet, dass das Buch ein „antisemitisches Verschwörungspamphlet“ sei: Weder zeigten die Autoren irgendwelche Abneigung gegen Juden, noch werde die Haltung der Lobby unzulässig verallgemeinert, da Mearsheimer und Walt ja auf die Minderheitsposition hinweisen, die sie innerhalb der mehrheitlich liberalen amerikanischen Judenheit einnehme; da die Lobby genauso offen wie andere Interessengruppen auch vorgehe, sei der Vorwurf, die Darstellung sei verschwörungsideologisch, nicht schlüssig. Nach Ansicht von Walter Laqueur enthält der 2006 erschienene Artikel von Walt und Mearsheimer zahllose Fehler, die in der Buchausgabe nur teilweise beseitigt wurden.